# Jimmy Briand
Jimmy Briand (* 2. srpna 1985, Vitry-sur-Seine, Francie) je francouzský fotbalový útočník a bývalý reprezentant, který hraje za francouzský klub EA Guingamp.

## Klubová kariéra
V sezóně 2011/12 vyhrál s Lyonem Coupe de France (francouzský fotbalový pohár). Na začátku sezóny 2012/13 se klub utkal v Trophée des champions (francouzský Superpohár) s vítězem Ligue 1 - týmem Montpellier HSC, kterého zdolal až v penaltovém rozstřelu poměrem 4:2, po řádné hrací době byl stav 2:2. Briand hrál v základní sestavě a vstřelil druhou branku Lyonu.

## Reprezentační kariéra
V A-mužstvu Francie debutoval 11. 10. 2008 kvalifikačním zápase ve městě Constanţa proti reprezentaci Rumunska (remíza 2:2). Celkem odehrál v letech 2008–2012 za francouzský národní tým 5 zápasů, branku nevstřelil.